# Andrea Rubio
Andrea Valentina Rubio Armas (Caracas, 27 novembre 1998) è una modella venezuelana incoronata Miss International 2023.
È la nona Miss International del Venezuela.
In precedenza è stata incoronata Miss Venezuela International 2022.